# PSO J318.5-22
PSO J318.5-22 är en interstellär planet med en massa på sex gånger Jupiters. Den befinner sig 80 ljusår från jorden. PSO J318.5-22 har en yttemperatur på 800 grader Celsius. Dess ljusstyrka kan variera med tio procent under några timmar, något som antas bero på moln med flytande järndroppar. Trots att PSO J318.5-22 inte har någon moderstjärna antas den ha ursprungligen bildats runt någon stjärna.
PSO J318.5-22 är 12 miljoner år gammal.